# جولي إريكسن
جولي إريكسن (بالفرنسية: Julie Erikssen)‏ المعروفة سابقًا باسم جودي (من موليد 13 ديسمبر 1982) هي مغنية البوب الفرنسية التي اكتسبت شهرة في عام 2002 مع أغنية «في هذا العالم» وأغنية أخرى في عام 2004 بعنوان «بين الظل والنور».

## روابط خارجية
- جولي إريكسن على موقع ميوزك برينز (الإنجليزية)